# 門川町立五十鈴小学校
門川町立五十鈴小学校（かどがわちょうりつ いすずしょうがっこう）は、宮崎県東臼杵郡門川町大字門川尾末にある公立の小学校。

## 沿革
- 1984年4月1日 - 門川町立門川小学校より分離。
- 2020年4月1日 - 西門川小学校を統合。

### 旧・西門川小学校
- 1892年5月1日 - 開校。
- 1896年 - 松瀬分校を設置。
- 1960年4月1日 - 現校名に改称。
- 1999年4月1日 - 松瀬分校が休校（2006年に廃止）。
- 2020年3月31日 - 閉校。

## 通学区域
五十鈴小学校の通学区域には以下の区域が指定されている。
- 開校時からの通学区域
  - 小園、城屋敷、中山、五十鈴、栄ケ丘、平城西、平城東、梅ノ木、城ケ丘
- 旧・西門川小学校区
  - 松瀬、三ケ瀬、上井野、大内原、小松、大丸

## アクセス
- バス：宮崎交通 「中山神社」バス停下車、徒歩3分